# Тайнопись из рукописи библиотеки Синодской типографии № 1028

Рис. 1
Рис. 2

Нарочито придуманной азбукой является тайнопись XVII века обнаруженная на листе 129 в рукописи библиотеки б. Московской Синодской типографии (см. рис. 1).
По знаковой системе эта тайнопись в сродстве с тайнописями
- ключ к тайнописи из хронографа XVII века,
- ключ к «азбуке копцева»,
- и ключ к «флопяцевской азбуке» -

Количество общих знаков с другими азбуками показано на рис. 2.
Ряд букв этой тайнописи имеют двойные или тройные соответствующие знаки. Часть из этих знаков являются вариантами друг друга, но большинство из них причудливая смесь из знаков полусловицы, греческих и глаголических начертаний, деформаций кириллического письма.

## Примечание
1. ↑  Сперанский (см. лит) высказывает предположение, что двойные начертания, возможно, даны для усложнения азбуки, но сам склоняется к мнению, что это сводка знаков из других тайнописей.